# Evertsberg
Evertsberg – miejscowość (tätort) w Szwecji, w regionie administracyjnym (län) Dalarna, w gminie Älvdalen.
Według danych Szwedzkiego Urzędu Statystycznego liczba ludności wyniosła: 232 (31 grudnia 2015), 239 (31 grudnia 2018) i 230 (31 grudnia 2019).